# Heterobrissus
Heterobrissus is een geslacht van zee-egels uit de onderorde Paleopneustina. De positie van het geslacht binnen de onderorde is onduidelijk (doorgaans aangegeven met de formule "Paleopneustina incertae sedis"), en het geslacht is vooralsnog niet in een familie geplaatst.
De wetenschappelijke naam van het geslacht werd in 1878 voorgesteld door A. Manzoni & G. Mazzetti. Bij publicatie plaatsten ze het niet in een familie, maar merkten op dat het zeer nauw verwant was aan het geslacht Brissus, wat op een plek in de familie Brissidae Gray, 1855, zou duiden. John Walter Gregory, die in 1892 de geslachtsnaam Archaeopneustes publiceerde, een naam die nu als een synoniem van Heterobrissus wordt beschouwd, wees op de nauwe verwantschap met Paleopneustes, wat zou duiden op een positie in de niet veel later gecreëerde familie Paleopneustidae A. Agassiz, 1904. Het geslacht werd door A.G. Fisher in 1966 tot de familie Asterostomatidae gerekend, een familie die, op basis van een uitgebreide fylogenetische studie waarvan de resultaten in 2010 werden gepubliceerd, door Andreas Kroh & Andrew B. Smith in sterk afgeslankte vorm in de onderorde Brissidina werd geplaatst. In die studie zijn geen vertegenwoordigers van dit geslacht meegenomen.

## Soorten
- Heterobrissus montesi Manzoni & Mazzetti, 1878 †
  - = Heterobrissus cypriotes Currie, 1935 †
- Heterobrissus elegans (Jackson)
- Heterobrissus erinaceus Baker & Rowe, 1990
- Heterobrissus gigas Baker & Rowe, 1990
- Heterobrissus hemingi (Anderson, 1902)
- Heterobrissus hystrix (A. Agassiz, 1880)
- Heterobrissus niasicus (Döderlein, 1901)

## Synoniemen
- Archaeopneustes Gregory, 1892